# Andrzej Pop
Andrzej Pop (ur. 10 października 1953, zm. 3 lipca 1989 w Lublinie) – polski piłkarz, występujący na pozycji napastnika, związany głównie z klubem Motor Lublin. Zdobywca wicemistrzostwa Polski juniorów U-19 w 1972. Zginął śmiercią tragiczną w wypadku samochodowym w Lublinie.